# Výpočetní chemie
Výpočetní chemie je obor chemie, který využívá poznatky teoretické chemie při vytváření počítačových programů, které umožňují počítat struktury a vlastnosti molekul. Např. můžeme získat strukturu molekuly, rozmístění nábojové hustoty, dipóly, vibrační frekvence a další spektroskopické vlastnosti. Termín počítačová chemie je často používán pro všechny oblasti vědy, kde se překrývají počítačové disciplíny a chemie. Největším problémem, který počítačová chemie v současnosti řeší je teorie elektronové konfigurace.
Výpočetní chemie řeší především následující problémy
- Odvozování struktury molekuly hledáním stacionárních bodů na hyperploše energie, poloha těchto bodů odpovídá poloze atomových jader
- Uchovávání a vyhledávání dat o chemických entitách (viz chemické databáze)
- Hledání vztahu mezi chemickou strukturou a jejími vlastnostmi (viz QSAR a QSPR)
- Hledání optimálních syntetických postupů
- Hledání vhodných molekul pro specifické interakce s jinými molekulami (např. léky)
- Vysvětlení chování molekul a vysvětlení chemických interakcí na atomární úrovni (viz Molekulová dynamika)